# Rue de Bercy
Pour les articles homonymes, voir Bercy.
La rue de Bercy est une voie du 12e arrondissement de Paris.

## Situation et accès
Actuellement, la rue de Bercy, d'une longueur de 1 900 mètres, est située dans le 12e arrondissement, et commence au no 5, rue de Dijon et no 1, place Lachambeaudie et finit au no 16, boulevard de la Bastille.
Ce site est desservi par les stations de métro Bercy et Gare de Lyon.

## Origine du nom
Elle porte le nom de la commune de Bercy du fait qu'elle était la rue principale de l'ancien village.

## Histoire
Cette rue fut dénommée au XVIIe siècle « vieux chemin de Charenton , au XVIIIe siècle « rue de la Rapée », puis « rue de Bercy-Saint-Antoine » du boulevard de la Bastille (à cette époque rue de la contrescarpe) à la rue de Rambouillet et rue de Bercy ou « rue du Petit-Bercy » au-delà jusqu’à l’ancienne rue de la Grange aux Merciers (à l’emplacement de l’actuelle Cour Saint-Émilion ou approximativement de la rue des Pirogues-de-Bercy).
Avant 1790, la rue était entièrement comprise dans la Ville de Paris, dans un quartier dépendant du Faubourg-Saint-Antoine ou paroisse Sainte-Marguerite, la limite avec la paroisse de Conflans (actuellement Charenton-le-Pont) étant la rue de la Grange aux merciers.
De 1790 (établissement de l’Enceinte des Fermiers généraux qui fixe les limites de la Ville) à 1860 (date de son extension jusqu’à l’enceinte de Thiers), la partie nord de la rue, également nommée rue de Bercy-Saint-Antoine, s'étendait des nos 32-34 de la rue de la Contrescarpe aux chemins de ronde de la Barrière de la Rapée du mur des Fermiers généraux à la barrière de Bercy (croisement avant avec le boulevard de Bercy). Cette partie de la rue, d'une longueur de 1 195 mètres, était située dans l'ancien 8e arrondissement, quartier des Quinze-Vingts.
La partie sud de la barrière de Bercy à la rue de la Grange aux merciers était comprise dans la commune de Bercy.
En 1860, la commune de Bercy est annexée à Paris et la rue est comprise entièrement dans la ville de Paris.
Depuis 1877 la rue de Bercy se limite à la rue de Dijon, son tronçon au sud-est ayant été absorbé par  l’extension des entrepôts de vins de Bercy par la ville de Paris. La rue Gabriel-Lamé qui la remplaçait, longeait ces entrepôts en décalage par rapport au tronçon de rue de Bercy supprimé.

### Évolution de l'environnement
Du côté des numéros pairs (sud-ouest).
La partie   nord-ouest de la  rue de Bercy entre la rue de  la Contrescarpe (bassin de l'Arsenal) et la rue Villiot était bordée jusqu’au milieu du XIXe siècle de piles de bois amenées des forêts de l’Yonne et de Marne par flottage sur la Seine et entreposées sur les terrains s’étendant jusqu’au quai de la Rapée.
Ce secteur s'urbanise au milieu du XIXe siècle à la suite du percement de l'avenue Ledru-Rollin et du boulevard Diderot.
De l'actuelle rue Van Gogh à la rue Villiot, s'élevait de 1903 à 1993, à l'emplacement actuel de la maison de la RATP, une centrale électrique du métropolitain bâtie par l'architecte Paul Friesé.
À l’emplacement de l’actuel ministère de l'Économie et des Finances, la rue longeait le clos Saint-Bonnet qui appartenait à l’hospice du Saint-Nom de Jésus.
Au-delà, au sud du croisement avec le boulevard de Bercy, la rue était bordée à la fin du  XVIIe siècle et au XVIIIe siècle de maisons de plaisance et de somptueux hôtels particuliers dont les jardins s’étendaient jusqu’à des terrasses dominant le chemin le long de la Seine.
- Le domaine de M. de la Rapée (à l’emplacement du Palais omnisports de Bercy) parcouru par le ru de Montreuil qui alimentait un petit étang et se jetait dans la Seine.
- La folie de Gesvres, partagée ensuite en en deux propriétés, hôtel de M. Le Croix et  petit château de Bercy, dont subsistent quelques vestiges de façades dans le parc de Bercy[5]
- L'hôtel de La Vieuville,
- L'hôtel Le Vayer
- L'hôtel Pajot où Charles Albert d’Ailly duc Chaulnes fit construire une folie et aménager des jardins par Le Nôtre[6]. Le domaine appartint ensuite à Louis-Léon Pajot, comte d'Ons-en-Bray (aussi écrit Onsenbray), directeur général des Postes et Relais de France, membre honoraire de l'Académie royale des sciences qui y reçut en 1717 le tsar de Russie Pierre le Grand[7].
- L'hôtel Rohan-Chabot

La rue se terminait face au parc de l'hôtel Pâris de Montmartel, ou "Pâté-Pâris", luxueux pavillon bâti dans les années 1710 sur les plans de l'architecte Dulin entre l'ex-rue de la Grange-aux-Merciers au nord-ouest et le parc du château de Bercy au sud-est.
Ces domaines sont progressivement abandonnés par leurs propriétaires à la fin du  XVIIIe siècle. En 1779, une raffinerie de sucre est installée au château du Petit-Bercy, en 1783 une manufacture de savon dans le clos de la Rapée, une filature  dans le clos de Saint-Bonnet.
Dès 1804 des entrepôts de vins s’installent sur le clos de la Rapée puis au cours des années suivantes en amont sur les terrains des anciens jardins entre la rue de Bercy et la Seine jusqu’à la rue de la Grange aux Merciers ce qui entraine, au cours de la première moitié du XIXe siècle, la disparition des anciennes maisons de plaisance dont les matériaux sont utilisés pour la construction des chais.
L’ensemble  est racheté en 1876 par la Ville de Paris qui étend les entrepôts au sud jusqu’en bordure de la Gare de La Rapée et entoure l'ensemble d'une grille.
Lors de cette restructuration une portion des terrains acquis est soustrait aux entrepôts, des nos 1 à 41 de la rue, pour créer les rues de Pommard et de Chablis où sont construits des pavillons en meulière pour les salariés du métro en 1908.
Au cours des années 1970, les entrepôts sont abandonnés. À leur emplacement, un hôtel et des immeubles de bureaux sont construits en 1988 aux nos 61 à 69 par les architectes Parat et Andrault, au no 51, en 1994 le centre américain par l'architecte Frank Gehry.
Du côté des numéros impairs.
Du bassin de l'Arsenal à la rue Traversière, le secteur s'urbanise au milieu du XIXe siècle.
Du boulevard Diderot au boulevard de Bercy, les terrains en grande partie, jardins potagers sont achetés en 1847 par la Compagnie du chemin de fer de Paris à Lyon pour construire la gare.
Au-delà de la barrière de Bercy, dans l'ancienne commune de Bercy, ce côté nord de la rue longé par le ru de Montreuil mis en souterrain vers 1840, était bordé au début du XIXe siècle de terrains agricoles. Des maisons sont construites de ce côté dans les années 1830. La Compagnie de chemin de fer de Lyon exproprie également les terrains de la rue Corbineau au no 36 pour construire à la place de ces maisons une gare de marchandises qui englobe la rue de la Planchette qui reliait le boulevard de Bercy (chemin de ronde de l'enceinte des fermiers généraux) à la rue de Bercy.
La halle SNCF qui longeait la rue de Bercy est abandonnée vers 1980 et la ZAC Corbineau-Lachambeaudie est aménagée à son emplacement avec des immeubles construits  par l'architecte Roland Schweitzer en 1988.

La rue de Bercy au XVIIIe siècle
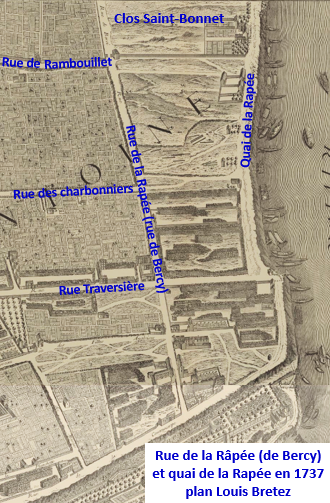
partie aval du quai de la Rapée et de la rue de Bercy en 1737
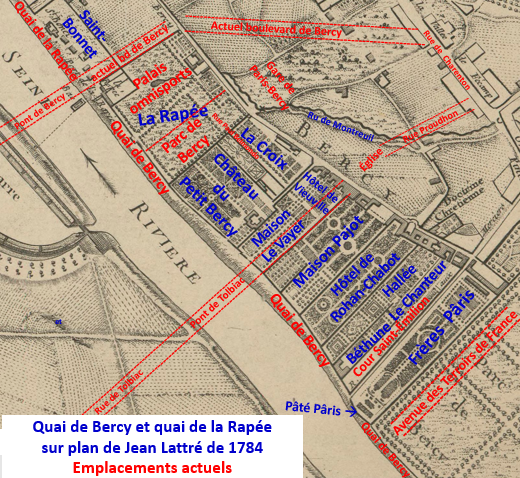
Rue de Bercy partie amont sur plan de 1784

### Crue de 1910
Lors de la crue de janvier 1910, elle fut complètement submergée par les eaux de la Seine.

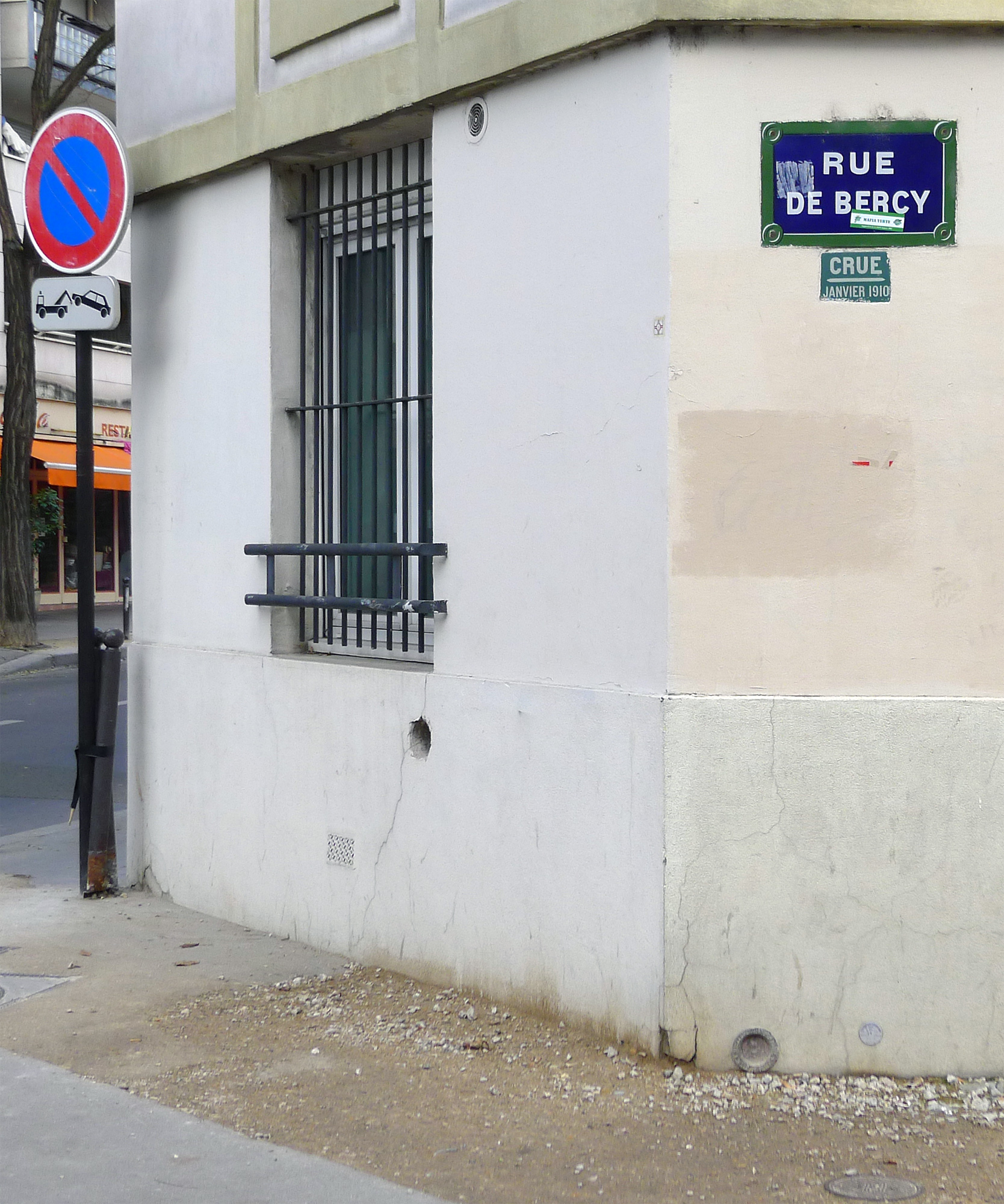
Niveau de la crue de 1910.
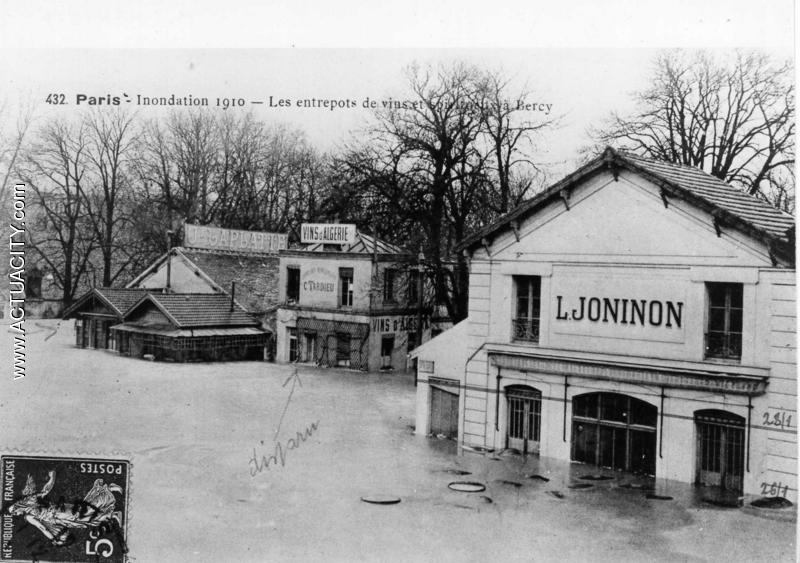
Les entrepôts de Bercy inondés, en 1910.

## Bâtiments remarquables et lieux de mémoire
- Cette rue était une des limites du cimetière du Port-au-Plâtre.
- Nos 17-39 : les 36 pavillons du 7  au 39 rue de Bercy et du 10 au 40 rue de Pommard ont été construits en 1908 en pierre meulière par l’architecte Lambert pour loger les employés et ouvriers du Métropolitain[10].

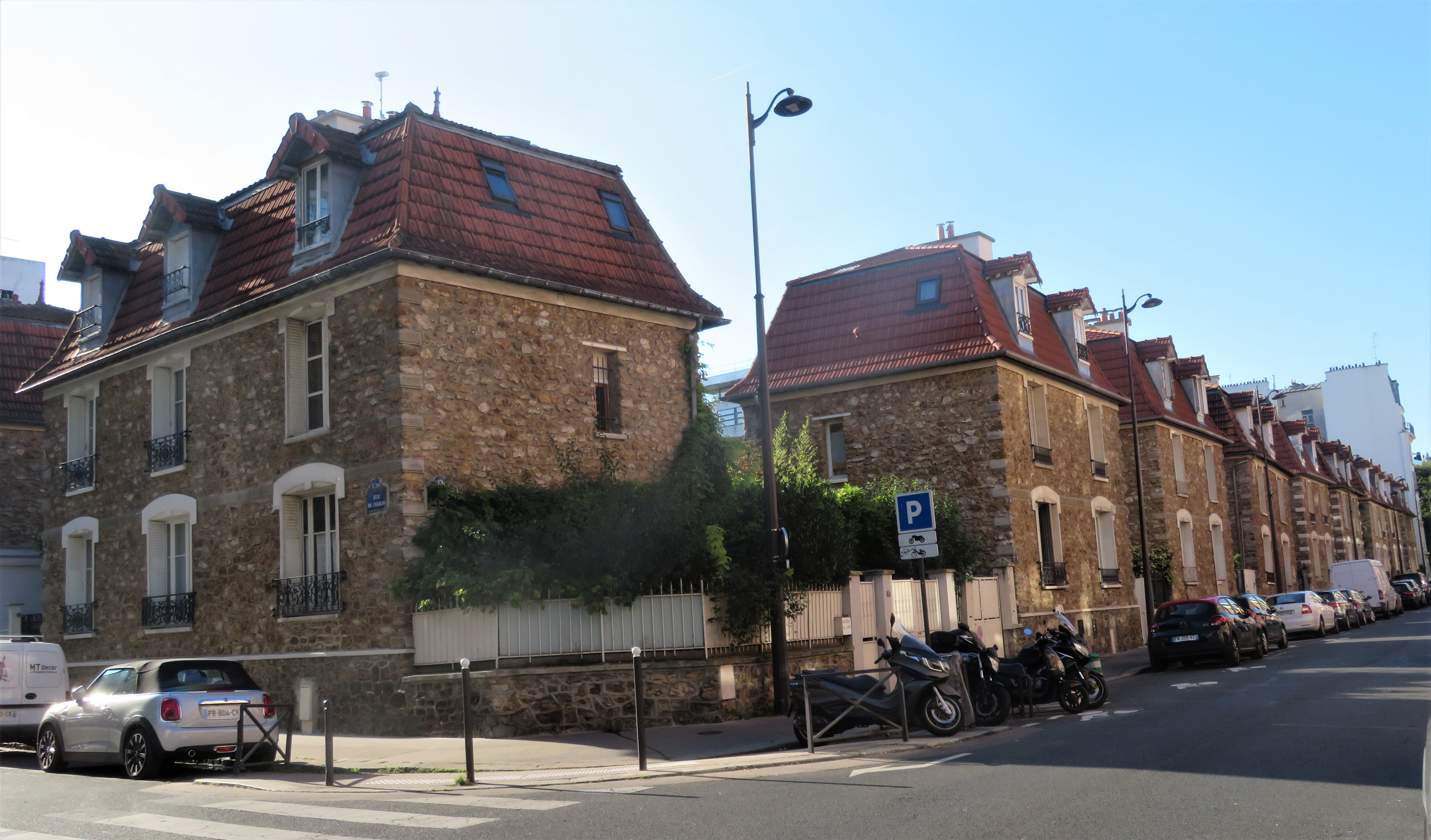
Angle rue de Bercy rue de Chablis
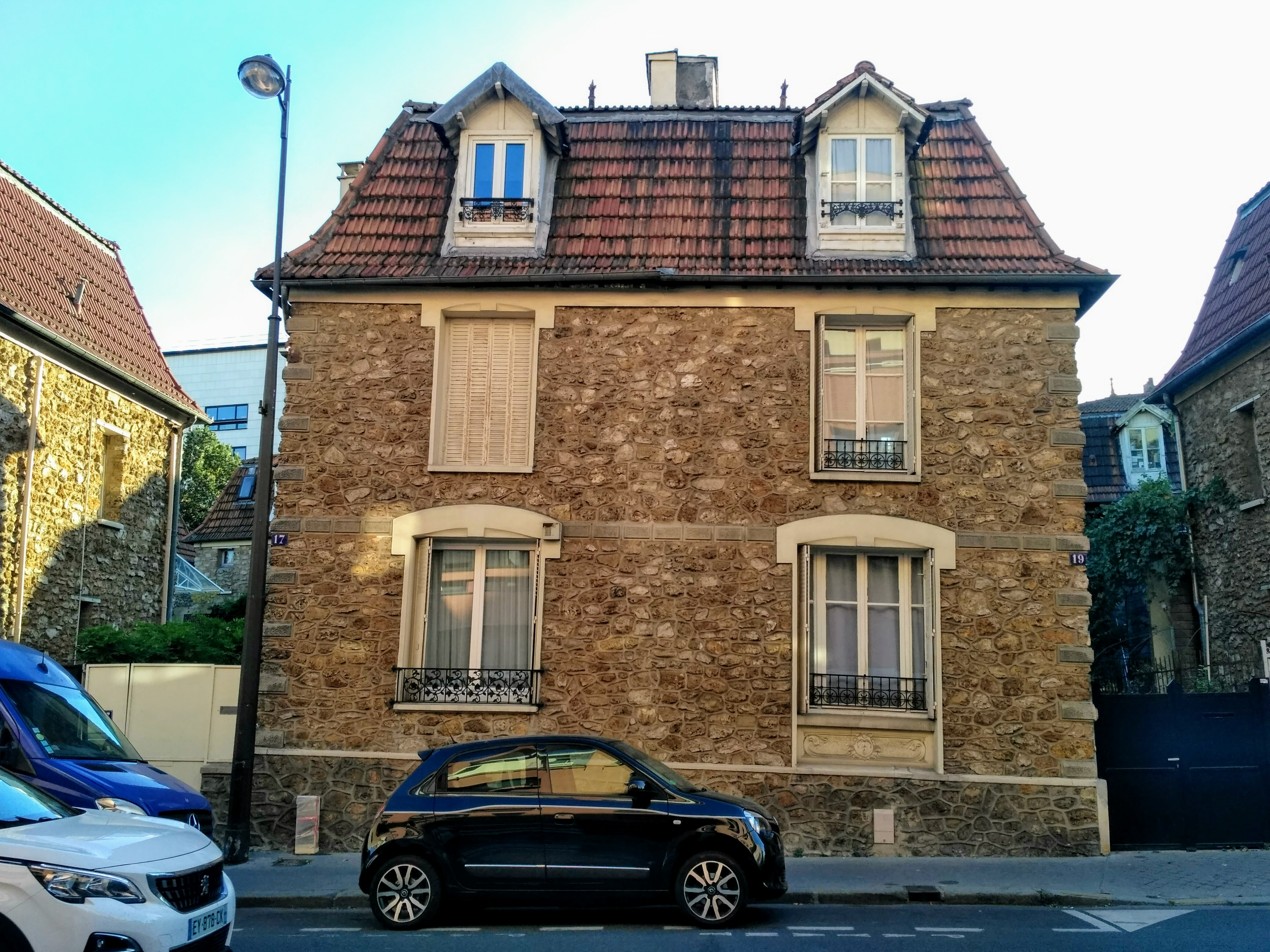
19 rue de Bercy
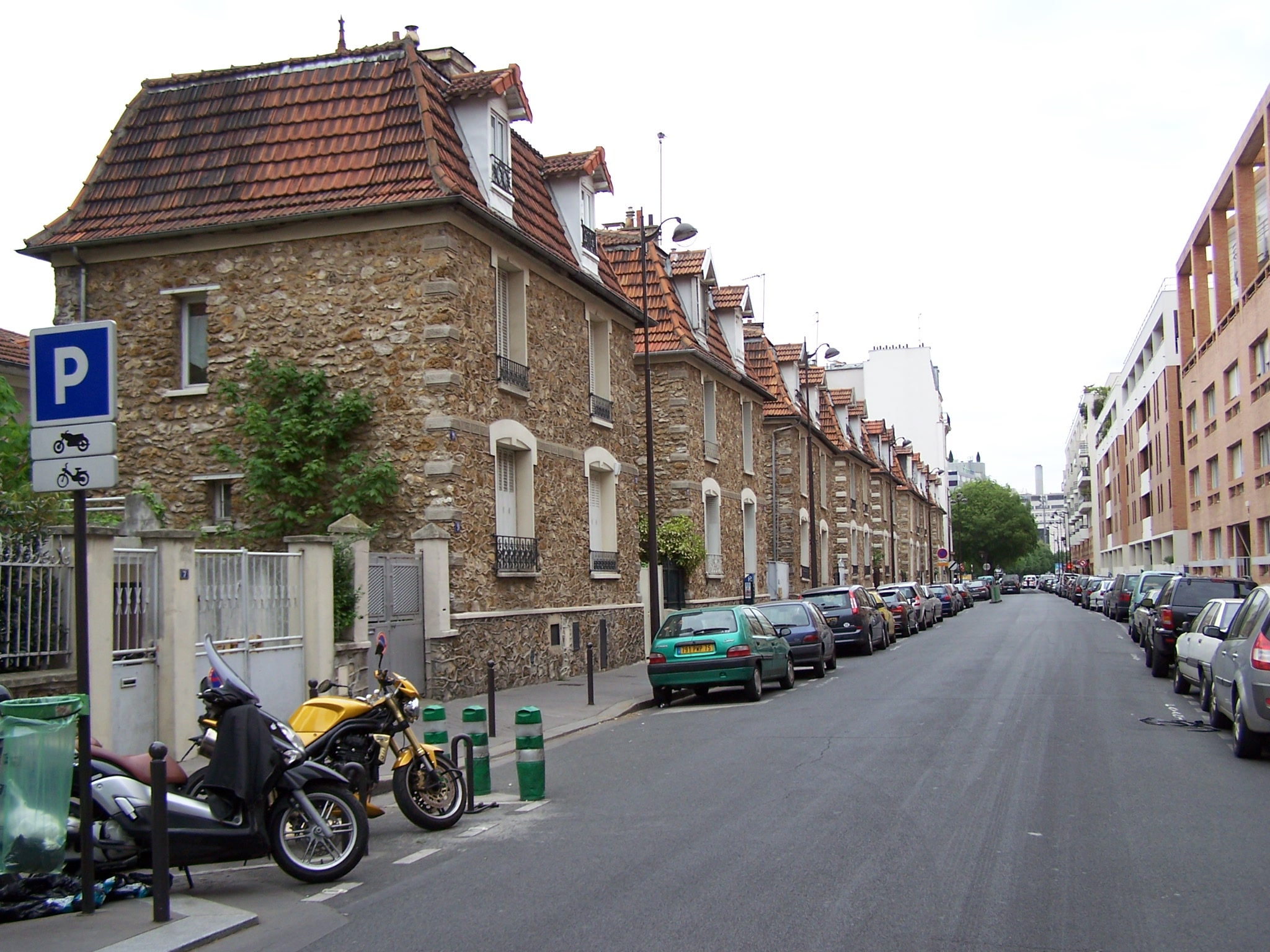
Vue de la rue à la hauteur de la rue de Chablis

- No 48 : emplacement de la maison de santé Picquenot. Elle devint une prison révolutionnaire[11].
- No 51 : la Cinémathèque française.

- No 139 : ancien bâtiment du magasin aux fourrages de l’armée, incorporé au ministère de l’Économie dont il est devenu l’entrée principale. Il est identique à celui du no 12 quai de la Rapée[12].
- No 167 : le collège Paul-Verlaine.
- No 207 : stèle commémorative du réseau AGIR.
- Ministère de l'Économie, de l'Industrie et de l'Emploi. Le no 139, l’actuelle adresse postale du ministère, correspond en réalité à l’ancien immeuble occupé jusqu’en 1983 par deux directions dépendant du ministère des Anciens Combattants (celles des pensions, et celle des statuts de combattants et victimes de guerre).
- La gare de Paris-Lyon.

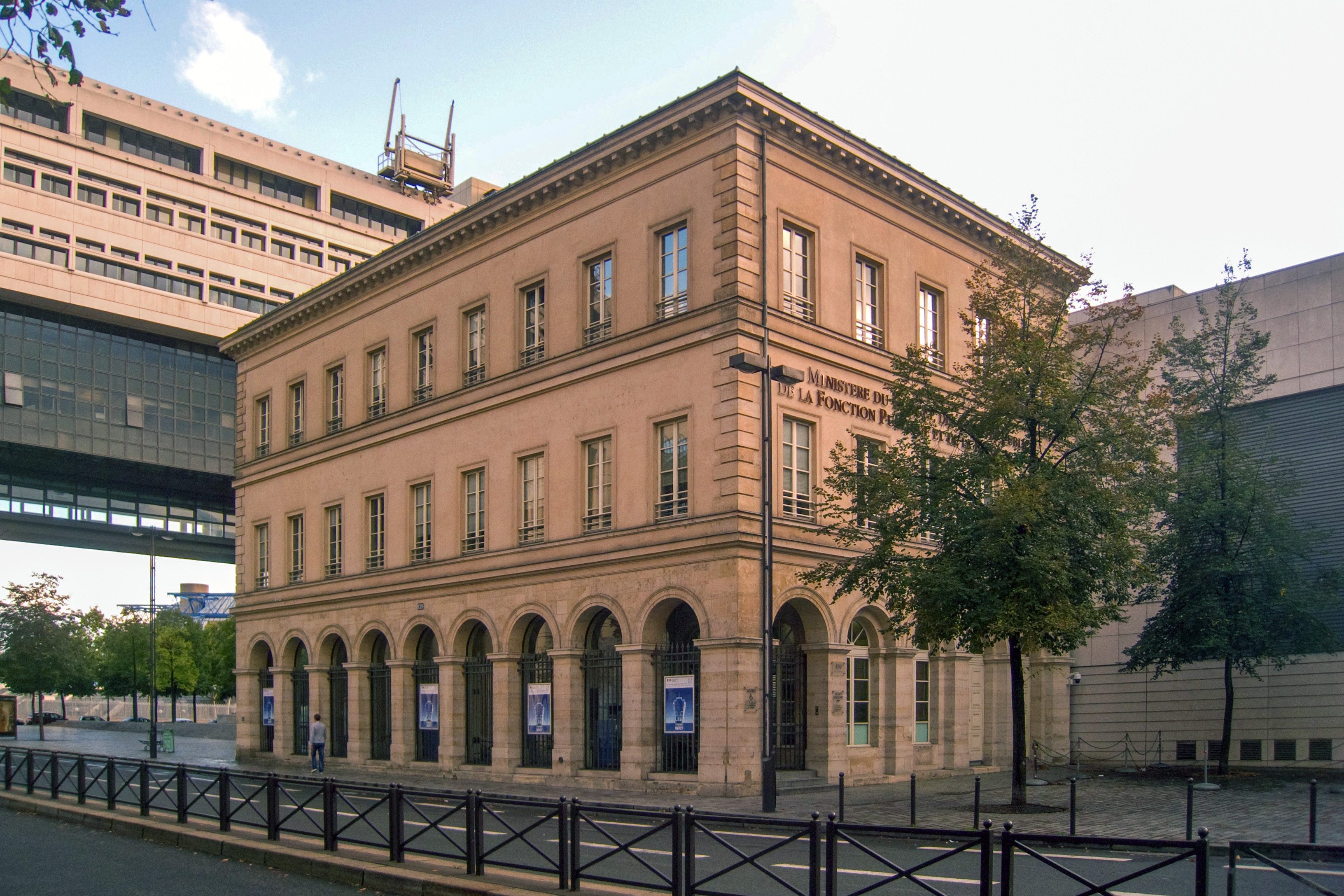
No 139 : pavillon de l'ancienne douane.
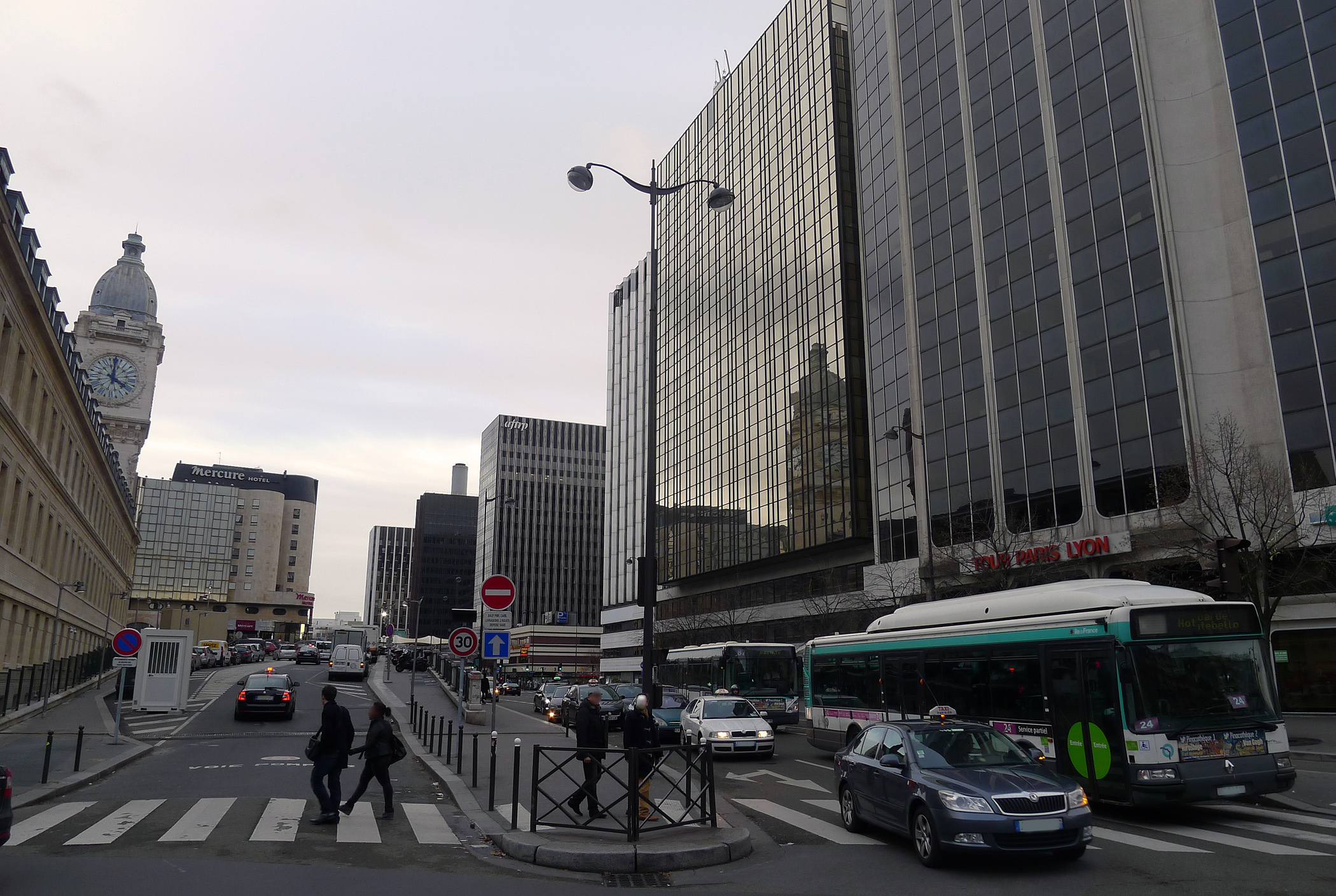
Rue de Bercy vue depuis le boulevard Diderot ; à gauche, la gare de Lyon et à droite les immeubles de ce centre d'affaires.

- No 235 : immeuble avec une statuette placée dans une niche grillagée et cadenassée.

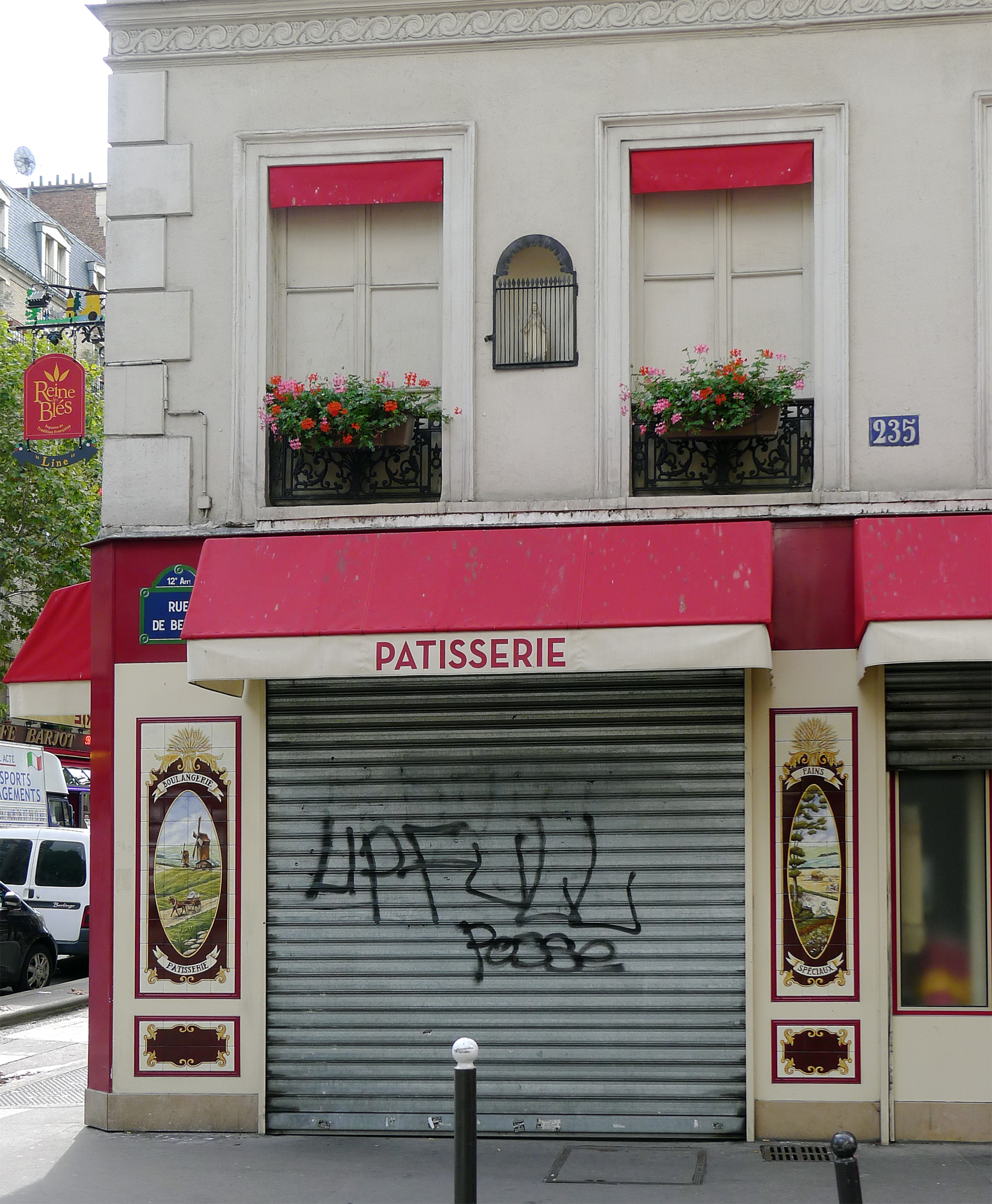
No 235.
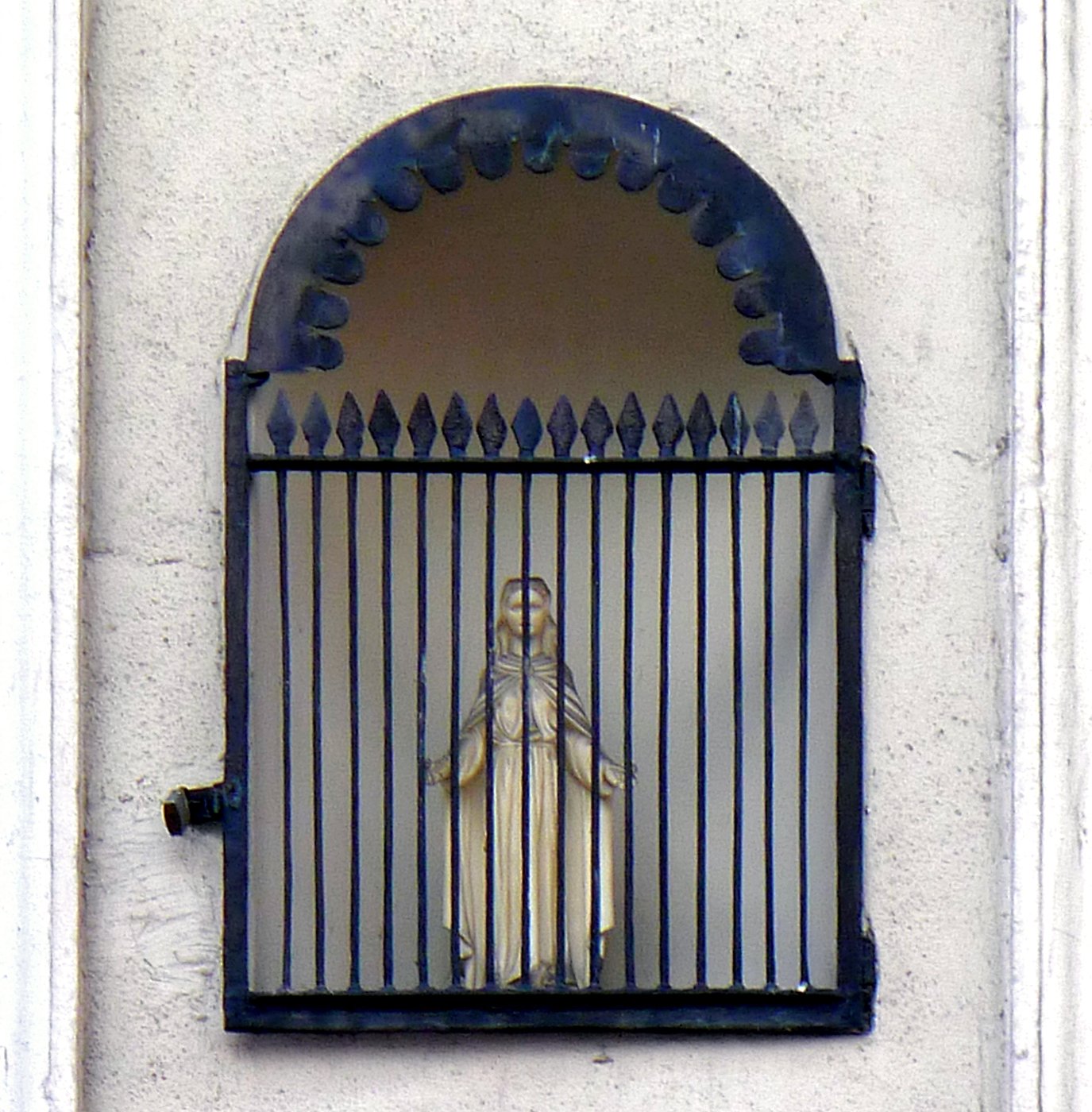
Statue derrière la grille.

- No 245 : début de la cour d'Alger, voie privée fermée à la circulation publique et finissant en impasse.

- No 255 : fresque murale extérieure intitulée Tanzanie, œuvre de Tony Soulié[13].

## Autres rues de Bercy
D'autres voies ont porté le nom « de Bercy » :
- la rue de Bercy-au-Marais également appelée rue de Bercy-Saint-Jean ;
- la rue de Bercy-Saint-Antoine également appelée « rue de Bercy-Faubourg-Saint-Antoine » qui était la partie de l'actuelle rue de Bercy qui commençait à la rue de la Contrescarpe et finissait aux chemins de ronde des barrières de Bercy et de la Rapée ;
- la barrière de Bercy ;
- le chemin de ronde de la barrière de Bercy, qui allait de la barrière de Bercy à la barrière de Charenton.